# Ormosia fernaldi
Ormosia fernaldi är en tvåvingeart som beskrevs av Alexander 1924. Ormosia fernaldi ingår i släktet Ormosia och familjen småharkrankar. Inga underarter finns listade i Catalogue of Life.